# Grigne
Grigne este o arie protejată (arie de protecție specială avifaunistică — SPA) din Italia întinsă pe o suprafață de 7.161 ha, integral pe uscat.

## Localizare
Centrul sitului Grigne este situat la coordonatele 45°53′11″N 9°22′09″E / 45.886327°N 9.369272°E.

## Înființare
Situl Grigne a fost declarat arie de protecție specială avifaunistică în martie 2007 pentru a proteja 2 specii de plante și 94 de specii de animale.

## Biodiversitate
Situată în ecoregiunea alpină, aria protejată conține 18 habitate naturale: Fânețe montane, Păduri pe pante, grohotișuri și ravene de Tilio-Acerion, Păduri ilirice de Fagus sylvatica (Aremonio-Fagion), Păduri de fag Asperulo-Fagetum, Fânețe de joasă altitudine (Alopecurus pratensis, Sanguisorba officinalis), Păduri alpine de Larix decidua și/sau Pinus cembra, Tufărișuri cu Pinus mugo și Rhododendron hirsutum (Mugo-Rhododendretum hirsuti), Pante stâncoase calcaroase cu vegetație casmofită, Păduri panonice cu Quercus pubescens, Mlaștini alcaline, Pajiști alpine și subalpine calcaroase, Păduri de Castanea sativa, Grohotișuri termofile și vest-mediteraneene, Pajiști uscate seminaturale și facies de acoperire cu tufișuri pe substraturi calcaroase (Festuco-Brometalia) (* situri importante pentru orhidee), Peșteri inaccesibile publicului, Grohotișuri calcaroase și de șisturi calcaroase de la nivelul montan până la nivelul alpin (Thlaspietea rotundifolii), Pajiști uscate seminaturale și facies de acoperire cu tufișuri pe substraturi calcaroase (Festuco-Brometalia) (* situri importante pentru orhidee), Izvoare petrifiante cu formare de travertin (Cratoneurion).
La baza desemnării sitului se află mai multe specii protejate:
- plante (2): Gladiolus palustris, Mannia triandra
- păsări (85): uliu păsărar (Accipiter nisus), pițigoi codat (Aegithalos caudatus), minunița (Aegolius funereus), ciocârlie-de-câmp (Alauda arvensis), potârnichea de stâncă (Alectoris graeca saxatilis), fâsă-de-câmp (Anthus campestris), fâsă de pădure (Anthus spinoletta), fâsă de pădure (Anthus trivialis), acvilă de munte (Aquila chrysaetos), cocoșul de mesteacăn (Bonasa bonasia), buha (Bubo bubo), șorecarul comun (Buteo buteo), caprimulg (Caprimulgus europaeus), sticlete (Carduelis carduelis), Carduelis citrinella, Certhia brachydactyla, cojoaica de pădure (Certhia familiaris), florinte (Chloris chloris), erete vânăt (Circus cyaneus), botgros (Coccothraustes coccothraustes), corb (Corvus corax), cristeiul de câmp (Crex crex), cuc (Cuculus canorus), gușă vânătă (Cyanecula svecica), pițigoi albastru (Cyanistes caeruleus), ciocănitoare pestriță mare (Dendrocopos major), ciocănitoare neagră (Dryocopus martius), presură de munte (Emberiza cia), presură galbenă (Emberiza citrinella), presură de grădină (Emberiza hortulana), măcăleandru (Erithacus rubecula), șoim călător (Falco peregrinus), vânturel roșu (Falco tinnunculus), muscar negru (Ficedula hypoleuca), cinteză (Fringilla coelebs), Fringilla montifringilla, gaiță (Garrulus glandarius), Hippolais polyglotta, sfrâncioc roșiatic (Lanius collurio), câneparul (Linaria cannabina), pițigoi moțat (Lophophanes cristatus), forfecuță gălbuie (Loxia curvirostra), Lyrurus tetrix tetrix, gaia neagră (Milvus migrans), mierlă de piatră (Monticola saxatilis), codobatură galbenă (Motacilla alba), codobatură de munte (Motacilla cinerea), muscar sur (Muscicapa striata), pietrar sur (Oenanthe oenanthe), pițigoi mare (Parus major), pițigoi de brădet (Periparus ater), viespar (Pernis apivorus), codroș de munte (Phoenicurus ochruros), codroșul de pădure (Phoenicurus phoenicurus), pitulice de munte (Phylloscopus bonelli), pitulice de munte (Phylloscopus collybita), pitulice sfârâitoare (Phylloscopus sibilatrix), pitulice-fluierătoare (Phylloscopus trochilus), ciocănitoarea verde (Picus viridis), pițigoi sur (Poecile palustris), Prunella collaris, brumăriță de pădure (Prunella modularis), Ptyonoprogne rupestris, mugurarul (Pyrrhula pyrrhula), aușel sprâncenat (Regulus ignicapilla), aușel cu cap galben (Regulus regulus), mărăcinar (Saxicola rubetra), sitar de pădure (Scolopax rusticola), cănăraș (Serinus serinus), țiclete (Sitta europaea), scatiu (Spinus spinus), turturică (Streptopelia turtur), huhurez mic (Strix aluco), graur (Sturnus vulgaris), silvie cu cap negru (Sylvia atricapilla), silvie de zăvoi (Sylvia borin), silvie de câmp (Sylvia communis), silvie-mică (Sylvia curruca), fluturașul de stâncă (Tichodroma muraria), sturzul viilor (Turdus iliacus), mierlă (Turdus merula), sturz-cântător (Turdus philomelos), sturz (Turdus pilaris), mierlă gulerată (Turdus torquatus), sturzul de vâsc (Turdus viscivorus)
- amfibieni (1): Triturus carnifex
- mamifere (4): liliac cu picioare lungi (Myotis capaccinii), liliac cărămiziu (Myotis emarginatus), liliacul mare cu potcoavă (Rhinolophus ferrumequinum), liliacul mic cu potcoavă (Rhinolophus hipposideros)
- nevertebrate (3): Austropotamobius pallipes, croitorul mare al stejarului (Cerambyx cerdo), Oxygastra curtisii
- pești (1): zglăvoacă (Cottus gobio)

Pe lângă speciile protejate, pe teritoriul sitului au mai fost identificate 60 de specii de plante, 5 specii de amfibieni, 23 de specii de mamifere, 5 specii de nevertebrate, 11 specii de reptile.